# Leptocerus kritamukha
Leptocerus kritamukha är en nattsländeart som beskrevs av Schmid 1987. Leptocerus kritamukha ingår i släktet Leptocerus och familjen långhornssländor. Inga underarter finns listade i Catalogue of Life.